# Chantenay-Saint-Imbert
Chantenay-Saint-Imbert is een gemeente in het Franse departement Nièvre (regio Bourgogne-Franche-Comté). De plaats maakt deel uit van het arrondissement Nevers. De gemeente telde 1.090 inwoners op 1 januari 2022.

## Geografie
De oppervlakte van Chantenay-Saint-Imbert bedroeg op 1 januari 2022 41,69 vierkante kilometer; de bevolkingsdichtheid was toen 26,1 inwoners per km².

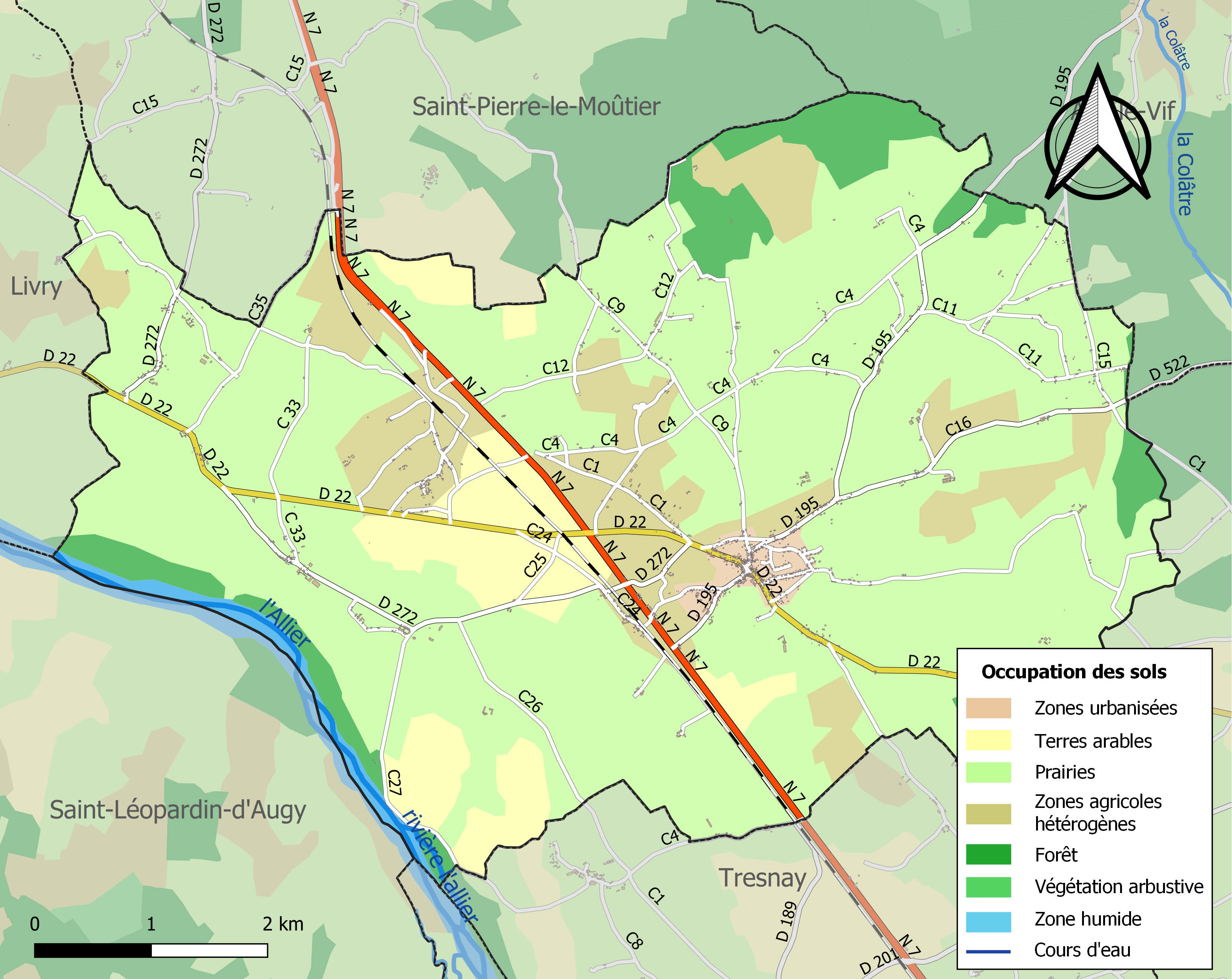
Kaart van de gemeente met de belangrijkste infrastructuur, bodemgebruik en omliggende gemeenten

## Demografie
Onderstaande figuur toont het verloop van het inwonertal (bron: INSEE-tellingen).